# 奧格萊茲鎮區 (密蘇里州拉克利德縣)
奧格萊茲鎮區（英語：Auglaize Township）是位於美國密蘇里州拉克利德縣的一個行政鎮區。

## 地方資料
奧格萊茲鎮區的面積為183.33平方千米，當中陸地面積為182.75平方千米，而水域面積為0.57平方千米。根據2020年美國人口普查的數據，當地共有人口2318人，而人口密度為每平方千米12.64人。